# Notas del Museo de La Plata
Notas del Museo de La Plata es una de las publicaciones editadas por el Museo de La Plata (La Plata, Argentina). Se trata de una revista científica especializada en Paleontología, Antropología, Arqueología, Zoología, Geología y Botánica.
Su objeto era la difusión de las labores realizadas por el personal científico del Museo en lo que refiere a investigaciones, expediciones, colecciones y material en exposición en las salas de la Institución.
Publicadas in-octavo, las Notas comenzaron a publicarse en 1931 como Notas Preliminares del Museo de La Plata y en 1935, durante la dirección del botánico Joaquín Frenguelli, su nombre cambió a Notas del Museo de La Plata. De la misma forma que otras publicaciones del Museo, como la Revista del Museo de La Plata y los Anales del Museo de La Plata, su estructura replicaba la del Museo. Así, constaba de las secciones Paleontología, Antropología, Geología, Arqueología, Zoología y Botánica. Los artículos publicados eran en español. 
Según se menciona en el Reglamento de Publicaciones de 1935, las Notas era una publicación concebida como un "órgano de información rápida, destinado a fijar fechas y asegurar prioridades", conformado por artículos breves y concisos, que buscaran comunicar novedades.
Las Notas no se publicaban en volúmenes enteros, sino en artículos separados que cada año se agrupaban en tomos. Su tirada tenía un número mínimo de 600 ejemplares, de los cuales 100 se le daban al autor.
Las Notas dejaron de publicarse en 1963.
Cada sección de las Notas cuenta actualmente con un código ISSN propio. No obstante, tanto la publicación general como las Notas Preliminares del Museo de La Plata cuentan también con sus propios códigos (0326-7202 y 0327-3393, respectivamente):
| Sección       | ISSN      | Wikidata   |
| ------------- | --------- | ---------- |
| Antropología  | 0375-4634 | Q116752901 |
| Botánica      | 0372-4557 | Q6045557   |
| Geología      | 0372-4530 |            |
| Paleontología | 0325-2256 |            |
| Zoología      | 0372-4549 | Q91424083  |